# David Luiz Moreira Marinho
David Luiz Moreira Marinho, conegut com a David Luiz, (Diadema, Brasil, el 22 d'abril de 1987) és un futbolista professional brasiler que actualment juga en les files del Flamengo brasiler. Juga a la posició de defensa central o de lateral esquerre, encara de vegades ha jugat al mig del camp.

## Carrera futbolística

### Inicis
En els seus inicis, dels 14 als 18 anys, va formar-se al Vitória des d'on va fer el salt a Europa. L'any 2006 va debutar amb el primer equip del Vitória.

### Benfica
En el gener del 2007 va fer el seu salt a Europa de la mà de l'SL Benfica, per suplir el buit deixat per Ricardo Rocha. En primera instància firmà un contracte de cessió per sis mesos.

### Chelsea FC
A l'equip londinenc va començar lluint des d'un bon inici el dorsal 4, vacant des de la marxa de Claude Makélélé. El seu debut oficial amb el Chelsea va ser el 6 de febrer del 2011 contra el Liverpool FC on va substituir José Bosingwa en el minut 72, el partit va acabar amb derrota per als londinencs 1-0. El primer gol amb els blues va ser contra el Manchester United FC, en un partit que acabà guanyant el Chelsea per 2 a 1. La seva eficiència i el reconeixement al seu bon joc es va acabar confirmant quan va ser premiat com el millor jugador de la Premier League del mes de març.

### Paris Saint Germain
El 13 de juny de 2014, David Luiz va ser traspassat al club francès París Saint-Germain per una quota de transferència de 50 milions de lliures, signant un contracte de cinc anys.

### Tornada al Chelsea
David Luiz va tornar al Chelsea procedent del PSG per una quota reportada de 34 milions de lliures, a l'agost de 2016, i va signar un contracte de tres anys.

### Arsenal
El 8 d'agost de 2019, l'Arsenal va fitxar David Luiz procedent del Chelsea per una quota de transferència reportada de 8 milions de lliures. Va rebre el dorsal número 23 del club.

### Flamengo
L'11 de setembre de 2021, David Luiz va signar un contracte de 15 mesos amb el Flamengo, tornant al Brasil després de gairebé 15 anys jugant a futbol de clubs a Europa.

## Selecció brasilera
Va competir amb la selecció sub-20 del Brasil en el Campionat del Món de Futbol sub-20 2007.

La seva primera convocatòria amb la selecció del Brasil va ser el 2010 de la mà de Mano Menezes. L'estiu del 2011 va ser convocat per primer cop per defensar els colors de la verdeamarela en un torneig oficial, la Copa Amèrica 2011. Va debutar oficialment en un amistós contra els Estats Units l'11 d'agost del 2010.
El 7 de maig de 2014 el seleccionador brasiler Luiz Felipe Scolari el va incloure a la llista final de 23 jugadors que representaran el Brasil a la Copa del Món de Futbol de 2014.

## Palmarès
Vitória
- 1 Campionat baiano: 2005.

SL Benfica
- 1 Lliga portuguesa: 2009-10.
- 3 Copes de la Lliga portuguesa: 2008-09, 2009-10, 2010-11.

Chelsea FC
- 1 Lliga de Campions de la UEFA: 2011-12.
- 2 Lliga Europa de la UEFA: 2012-13, 2018-19.
- 1 Premier League: 2016-17.
- 2 Copes angleses: 2011-12, 2017-18.

Paris Saint-Germain
- 2 Ligue 1: 2014-15, 2015-16.
- 2 Copes franceses: 2014-15, 2015-16.
- 2 Copes de la lliga francesa: 2014-15, 2015-16.
- 3 Supercopes franceses: 2014, 2015, 2016.

Arsenal FC
- 1 Copa anglesa: 2019-20.
- 1 Community Shield: 2020.

CR Flamengo
- 1 Copa Libertadores: 2022.
- 1 Copa brasilera: 2022.

Selecció brasilera
- 1 Copa Confederacions de la FIFA: 2013.